# تره خیل محمدی
تره خیل محمدی (زاده ۱۳۵۲ ولایت لغمان) سیاستمدار افغانستان و نماینده مردم کوچی در دوره شانزدهم مجلس نمایندگان است. وی در مجلس شانزدهم نمایندگان افغانستان عضو کمیسیون مبازره علیه مواد مخدر، مسکرات و فساد اخلاقی می‌باشد.

## زندگی‌نامه
تره خیل محمدی زاده ۱۳۵۲ از ولایت لغمان می‌باشد. ایشان تحصیلات متوسطه خود را در مدارس دینی در افغانستان و پاکستان خوانده‌است.

## انتخابات مجلس ۱۳۹۷
کمیسیون مستقل انتخابات افغانستان نام تره خیل محمدی را از فهرست نهایی نامزدان انتخابات مجلس ۱۳۹۷ حذف کرد.

## دیگر فعالیت‌ها
دیگر فعالیت‌های ایشان:
- بازرگان مواد سوختی.
- آموزگار در مدارس دینی.
- عضو لویه جرگه‌های اضطراری، صلح، قانون اساسی.
- نماینده کوچی‌های افغانستان در دوره‌های پانزدهم و شانزدهم پارلمان.